# SYN flood

用戶（Alice）與伺服器之間正常連線狀況。三向交握正確的進行。

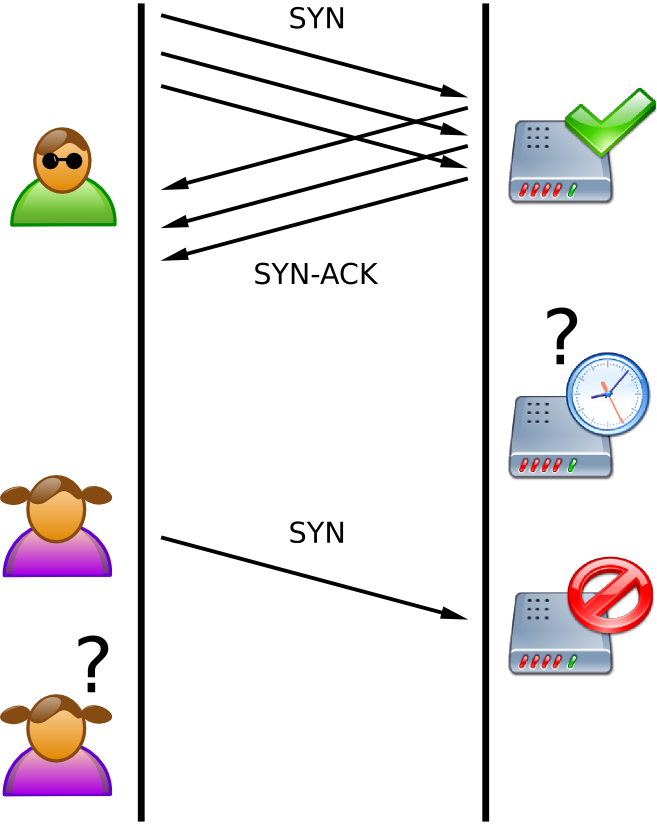
SYN Flood。攻擊者（Mallory）傳送許多封包就是不送"ACK"回到伺服器。該連線因此處於半開狀態並吞食伺服器資源。因為阻斷服務攻擊的結果合法用戶Alice與伺服器嘗試建立連線遭拒。

SYN flood或稱SYN洪水、SYN洪泛是一種阻斷服務攻擊，起因於攻擊者傳送一系列的SYN請求到目標系統。
當用戶端試著與伺服器間建立TCP連線時，正常情況下用戶端與伺服器端交換一系列的信息如下：
1. 用戶端透過傳送SYN同步（synchronize）信息到伺服器要求建立連線。
2. 伺服器透過響應用戶端SYN-ACK以抄收（acknowledge）請求。
3. 用戶端答應ACK，連線隨之建立。

這即是所謂TCP三向交握，並且這是每個使用TCP傳輸協議建立連線的基礎。
SYN flood是一種廣為人知的攻擊，一般對現代網路不太有效。這種攻擊只有在伺服器在收到SYN後分配資源，但在收到ACK之前這個區段有效。
SYN flood攻擊目前有兩種方法，不過都與伺服器端沒收到ACK有關。惡意用戶可以跳過傳送最後的ACK信息；或者在SYN裡透過欺騙來源IP位址，這讓伺服器送SYN-ACK到假造的IP位址，因此永不可能收到ACK。因为没有ACK也可能是因为一次简单的网络堵塞造成的，所以伺服器會花點時間等抄收通知。
如果這些半開通連線綁定伺服器資源，透過海量SYN信息淹沒伺服器是有可能耗盡其資源。一旦所有資源都撥給半開通連線所保留，沒有新的連線（不管合法不合法）可被建立，導致阻斷服務攻擊。如果系统调用函数需要使用到此类被消耗资源，某些系統可能會出现极为严重的故障，甚至宕機。
過去(1996年)用來分配資源給半開通連線的技術牽涉到通常相當短的佇列。佇列的每個空位可在連線完成、或者到期時被清空。當佇列滿時，新進來的連線建立會失敗。以上面的範例來說，所有新進來的連線在總共8個封包被送出之前會被阻擋下來。也就是說，每3分鐘正時算好的8個封包將阻斷所有新進的TCP連線完成。這讓這種阻斷服務攻擊只須佔很小的傳輸量。
建議的反制方法包括SYN cookie或者限定某一段時間內來自同一來源請求新連線的數量，不過因為現代的TCP/IP堆疊沒有上面所述的瓶頸，因此介於SYN flood與其它種基於通道容量類型的攻擊應該會只有很小或幾乎沒有差別。
反射路由器亦可以被攻擊者所利用，以取代客戶端機器。SYN讲的是黑客利用TCP协议发送大量的半连接请求去攻击目标服务器或者主机，致使目标服务器发生拒绝服务，或者蓝屏。

## 對策
在 RFC 4987 中有许多著名的对策，包括：
1. 過濾
2. 增加積壓
3. 減少SYN-RECEIVED定時
4. 複用古老的半开通TCP（英语：TCP_half-open）
5. SYN緩存
6. SYN Cookie
7. 混合方法
8. 防火牆和代理

## 相關概念
- 阻斷服務攻擊
- 互联网控制消息协议
- IP地址欺骗
- Smurf attack
- Ping flood

## 外部連結
- CERT官方對SYN攻擊的建議（页面存档备份，存于）
- .   [2008-09-25]. （原始内容存档于2008-06-28） （巴西葡萄牙语）.